# Belovo (Bulgaria)

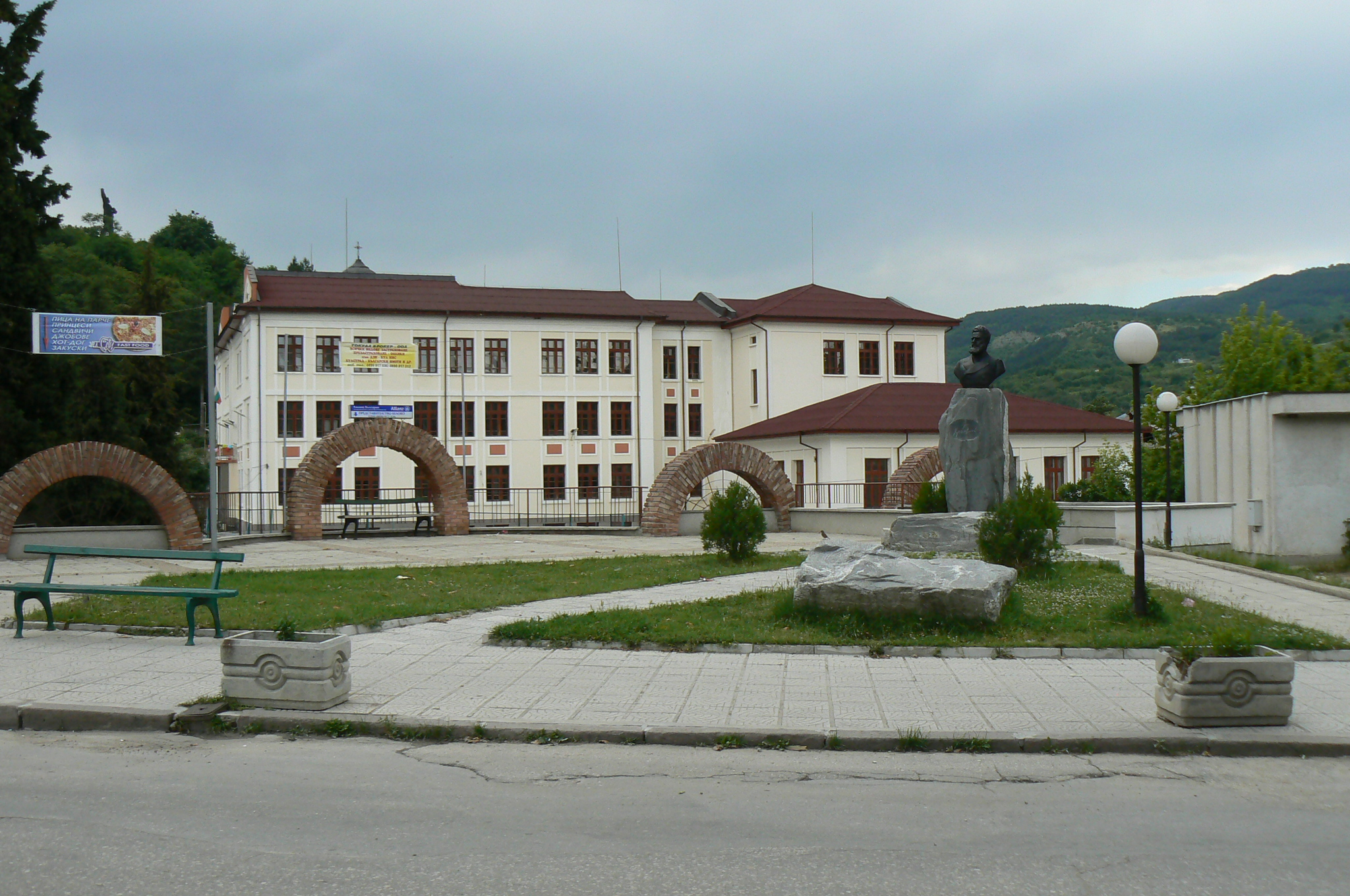
Scorcio di Belovo

Belovo (in bulgaro Белово?) è una città del sud-ovest della Bulgaria, situata nella Regione di Pazardžik.
La popolazione ammonta a 10 976 abitanti (dati 2009). Il comune è stato istituito nel 1978. La sede comunale è nella località omonima.
Nel XVIII secolo è stata un importante centro per il commercio del legname.

## Località
Il comune è formato dall'insieme delle seguenti località:
- Belovo (sede comunale)
- Akandžievo
- Gabrovica
- Goljamo Belovo
- Dubravite
- Menenkjovo
- Momina klisura
- Sestrimo